# Oberskapel

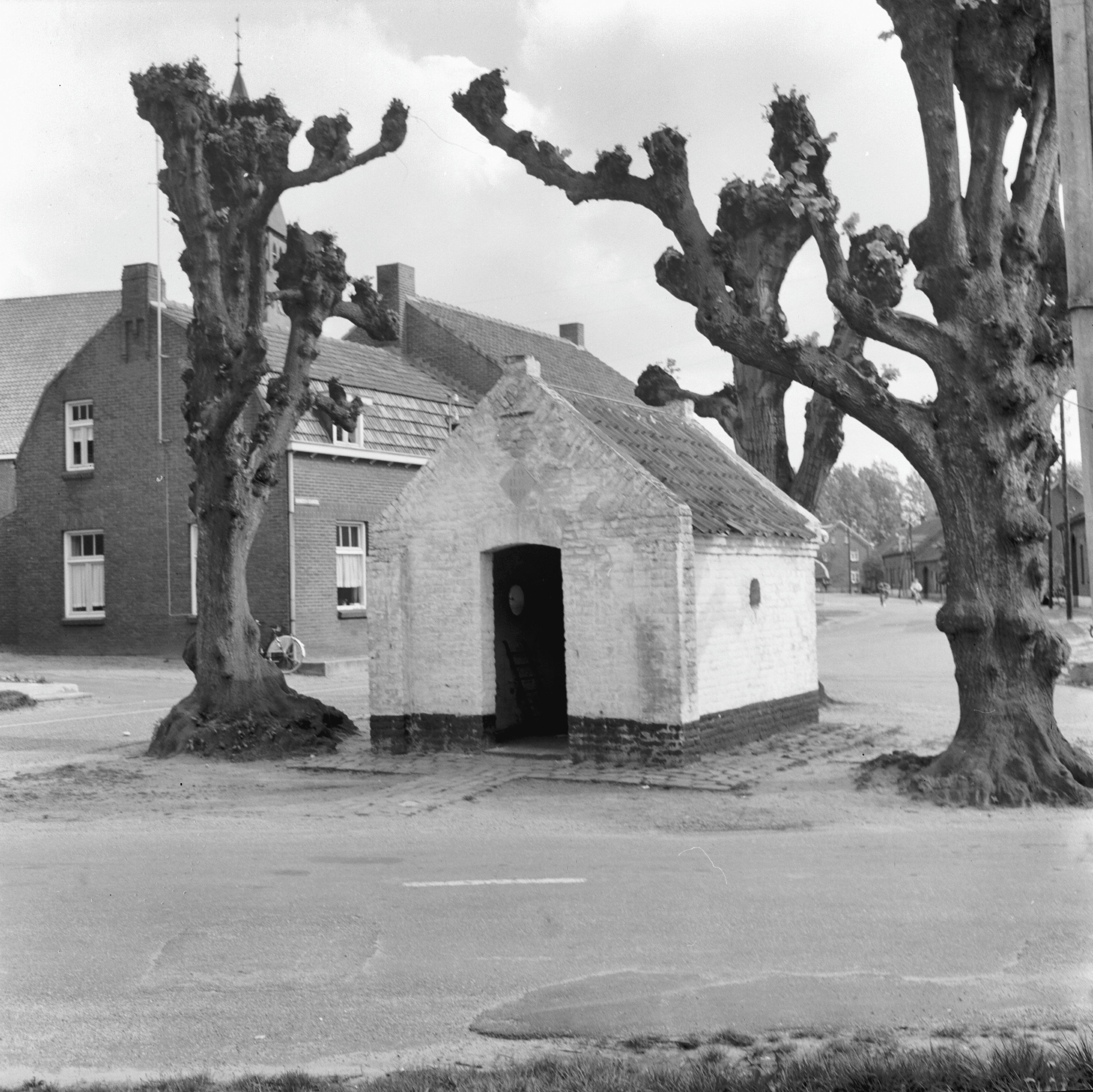
Oberskapel in 1965

De Oberskapel of Kapel van de bewening van Christus is een kapel in Boukoul in de Nederlands Midden-Limburgse gemeente Roermond. De kapel staat op een klein pleintje en kruising van de straat Beneden Boukoul met de Graeterhofweg, ongeveer in het midden van het dorp. Op ongeveer 50 meter naar het zuidoosten staat de Sint-Theresia van het Kind Jezuskerk. Naast de kapel staan er twee lindebomen.

## Geschiedenis
In 1852 werd de kapel gebouwd door de kinderen van Jaques Obers en Henriëtte Coenen.
Tot 1956 stond in de kapel een eikenhouten beeldhouwwerk, vervaardigt rond 1480 door Arnt van Kalkar, waardoor de kapel de naam droeg van kapel van de bewening van Christus. In 1956 werd het beeldje verkocht aan het Rijksmuseum Amsterdam.
Op 21 januari 1970 werd de kapel ingeschreven in het rijksmonumentenregister.

## Bouwwerk
De wit geschilderde bakstenen kapel is gebouwd op een rechthoekig plattegrond met rechte koorsluiting. De plint van de kapel is zwart geschilderd en het bouwwerk wordt gedekt door een zadeldak met pannen. In de beide zijgevels is er een klein rond venster aangebracht. De frontgevel en de achtergevel steken uit boven het dak en de puntgevel van beide is voorzien van vlechtingen. In de frontgevel omvat twee lisenen, een gevelsteen boven de ingang met de initialen van de ouders van de bouwers en een segmentboogvormige ingang die afgesloten wordt met een smeedijzeren hek.

I:O
H:C
1852
— Tekst van gevelsteen

Van binnen is de kapel wit gestuukt met een lage donkere lambrisering langs de wanden. Boven het tegen de achterwand geplaatste altaar bevindt zich een houten kruis met corpus, stammende van rond 1700. Naast het kruis hangt een kopie van een icoon met de beeltenis van Onze-Lieve-Vrouw van Altijddurende Bijstand.